# Cóc tía phương Đông
Cóc tía phương Đông (danh pháp hai phần: Bombina orientalis) là một loài cóc tía bán thủy sinh nhỏ (4 cm, 2") được tìm thấy ở Triều Tiên, đông bắc Trung Quốc và các khu vực phụ cận tại Nga. Có một quần thể được du nhập ở gần Bắc Kinh. Chúng thường được nuôi làm sinh vật cảnh trong các vườn nuôi trồng sinh vật.